# Errekaldeberri

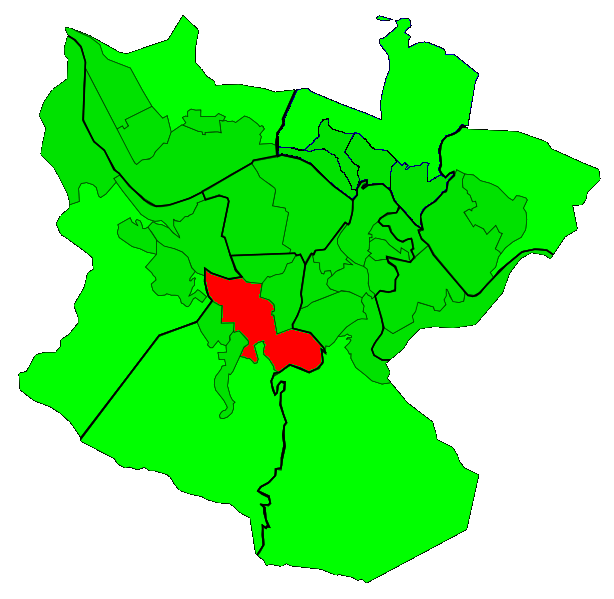
Ubicació d'Errekaldeberri

Errekaldeberri (també Errekaldeberri-Larraskitu) és un barri del districte bilbaí d'Errekalde. Té una superfície de 110,53 hectàrees i una població de 18.179 habitants (2004). Limita al nord amb el barri de Basurtu, a l'est amb Ametzola, Iralabarri i San Adrian, i a l'oest i sud amb les muntanyes d'Arraitz, Errastaleku i Ganeta. Està construït sobre el riu Helgera, un riu subterrani que desemboca a l'Ibaizabal.
Fins fa una dècada estava separat de la ciutat per les línies ferroviàries de FEVE d'Ametzola. Només l'unien els ponts del carrer Gordóniz i Urkiola. A més d'això, influenciat per la falta de planificació, l'autovia A-8 separa el barri en dos. Amb la nova ordenació, el barri ha canviat totalment el seu aspecte, s'han construït xalets, nous habitatges i zones de passeig.

## Transports
És un barri molt proper al centre i amb unes excel·lents comunicacions amb el centre de la ciutat.
- Bilbobus: Línies per Errekaldeberri:

| Línia | Recorregut                      | Freqüència (minuts)                |
| ----- | ------------------------------- | ---------------------------------- |
| 27    | Arabella - Betolatza            | 15´                                |
| 57    | Miribilla - Ospitalea           | 60´ circula de dilluns a divendres |
| 72    | Larraskitu - Castaños/Gazteleku | 12´                                |
| 76    | Artatzu/Xalbador - Moyua        | 20´                                |
| 77    | Peñascal - Mina del morro       | 12´                                |
| A8    | San Justo - Ametzola            | 60´                                |

- FEVE i Rodalies Renfe: El pont de Gordóniz, ara modernitzat i integray en l'entorn amb habitatges nous de standing mitjà i alt, uneix el barri de La Casilla amb el d'Errekaldeberri, es troba una parada de tren (Ametzola), i una altra d'autobús quedant tota la zona ben comunicada.